# 焰尾擬雀鯛
焰尾擬雀鯛，為鱸形目鱸亞目擬雀鯛科的其中一種，為熱帶海水魚，分布於西太平洋澳洲海域，為特有種，深度3-10公尺，本魚體延長，尾部呈橘紅色，體長可達5.5公分，棲息在礁洞外緣，生活習性不明，可做為觀賞魚。

## 擴展閱讀
維基物種上的相關：焰尾擬雀鯛